# Самара (телерадиокомпания)
Государственная телевизионная и радиовещательная компания «Самара» — филиал ФГУП «Всероссийская государственная телевизионная и радиовещательная компания» в Самарской области.

## История
Создана 1 февраля 1932 года как Средневолжский комитет радиовещания. В 1933 году выделен из НКПТ СССР и переименован в Комитет радиоинформации и радиовещания при Средневолжском краевом исполнительном комитете советов рабочих, крестьянских и красноармейских депутатов (Средневолжский радиокомитет). В 1935 году из Средневолжского радиокомитета был выделен Оренбургский, а в 1943 году — Ульяновский радиокомитет. Современное название получила в 1992 году.

## О компании
ГТРК «Самара» — крупнейшая государственная региональная телерадиокомпания, является филиалом Всероссийской государственной телевизионной и радиовещательной компании, сокращённо именуемой ВГТРК. Вещание производится на каналах «Россия-1», «Россия-К», «Россия-24», «Самара-24», «Радио России», «Радио Маяк», «Вести-ФМ» и «Радио Культура».
В 2009 году на XIII «Международном конгрессе Национальной Ассоциации Телерадиовещателей» ГТРК «Самара» признали лучшей региональной телекомпанией России по итогам работы в 2009 году. А в 2012 году компания получила «Народное признание» и стала победителем в номинации «Единство и Успех» имени Козлова Дмитрия Ильича.
В 2017 году была отремонтирована большая студия (где выходят такие программы как «Актуальное интервью» и «Местное время. Воскресенье»), а уже в 2019 году был введён новый аппаратный комплекс (где выходит программа «Вести-Самара»)
9 мая 2019 года был запущен телеканал Самара 24 (который потом в 2020 году получил статус за закрепление 22 кнопки в кабельных сетях)

## Структура вещательных активов
Самара:
- Россия-1 / Самара — Цифровое вещание
- Россия-24 — Цифровое вещание
- Самара-24 (Кабельные сети — 22 кнопка, Rutube)
- Радио Маяк / ГТРК Самара — 92.1 FM, 1 кВт;
- Вести FM / ГТРК Самара — 93.5 FM, 1 кВт;
- Радио России / ГТРК Самара — 95.3 FM, 1 кВт;

Новокуйбышевск:
- То же самое, что и в Самаре
- Самара 24 / День 24 (телеканал) (22 кнопка)

Тольятти/Жигулёвск:
- Россия-1 / ГТРК Самара — Цифровое вещание
- Россия-24 / ГТРК Самара — Цифровое вещание
- Вести FM / ГТРК Самара — 87,5 FM, 1 кВт;
- Радио России / ГТРК Самара — 88,9 FM, 0,6 кВт;
- Радио Маяк / ГТРК Самара — 90,8 FM, 1 кВт;

Сызрань:
- Россия-1 / ГТРК Самара — Цифровое вещание
- Россия-24 / ГТРК Самара — Цифровое вещание
- Самара 24 / КТВ-Луч (22 кнопка)
- Радио Маяк / ГТРК Самара — 94,6 FM, 1 кВт;
- Радио России / ГТРК Самара — 103,4 FM, 0,5 кВт;
- Вести FM / ГТРК Самара — 104,2 FM, 0,1 кВт

## Награды
- Коллектив ГТРК «Самара» наградили специальной премией конкурса «Золотое перо»[2]
- Цикл программ «Русское слово» признан одним из лучших на всероссийском конкурсе[3]
- Два проекта ГТРК «Самара» получили дипломы конкурса «Серебряный лучник».[4]
- ГТРК «Самара» получила «Народное признание».[5]
- Главный оператор ГТРК «Самара» Валериан Введенский получил удостоверение Заслуженного работника СМИ Самарской области с номером 1 из рук губернатора Николая Меркушкина[6].
- Проекты ГТРК «Самара» стали победителями на VIII Международном телефестивале «Вечный огонь» в Волгограде[7].
- ГТРК «Самара» победила в номинации СМИ в конкуре «Эко-Лидер»[8].
- ГТРК «Самара» получила золотую «Нику» за победу на фестивале «Щит России» за уникальный мультимедийный проект «Здесь тыл был фронтом»[9].
- ГТРК «Самара» победила на престижном международном телевизионном экологическом фестивале «Спасти и Сохранить»[10].
- Главный телеоператор ГТРК «Самара» Валерьян Введенский получил почётный знак «За труд во благо Земли Самарской»[11].
- Две работы ГТРК «Самара» получили награды федерального конкурса «Золотой пазл» в рамках молодёжного фестиваля «Старт»[12].
- Программа ГТРК «Самара» «Человек и мир» отмечена двумя призами престижного Всероссийского медиа-фестиваля «Человек и Вера»[13].
- ГТРК «Самара» получила награду за активное участие в организации молодёжного форума «I-Волга»[14].
- ГТРК «Самара» стала победителем в конкурсе на лучшее освещение деятельности органов внутренних дел на телевидении[15].
- ГТРК «Самара» завоевала награду на всероссийском конкурсе журналистов «Открытый взгляд на конкуренцию»[16].
- Фильм ГТРК «Самара» «Поднятая целина» победил на Всероссийском конкурсе «Россия.doc.Кино»[17].
- В 2016 году ГТРК «Самара» получила премию «ТЭФИ-регион»[18].
- ГТРК «Самара» стала лауреатом XII Всероссийского фестиваля телевизионных фильмов и программ «Берега» в Калужской области[19].
- Команда ГТРК «Самара» одержала победу на фестивале документального кино «Соль земли»[20].
- ГТРК «Самара» победила на всероссийском конкурсе «МедиаТЭК-2017»[21].
- ГТРК «Самара» стала «ЭкоЛидер Самарской области 2017»[22].
- Фильмы и программы ГТРК «Самара» стали призёрами III Всероссийского телекинофорума «Родные тропы» в Москве[23].
- ГТРК «Самара» завоевала бронзового Орфея на «ТЭФИ-Регион 2018»[24].
- ГТРК «Самара» оказалась в числе победителей IV Всероссийского конкурса «МедиаТЭК»[25].